# Calopogonium
Genre
Synonymes
- Cyanostremma Benth. ex Hook. & Arn.
- Stenolobium Benth[2].

Calopogonium est un genre de plantes à fleurs dicotylédones de la famille des Fabaceae, sous-famille des Faboideae, originaire d'Amérique tropicale, qui comprend une dizaine d'espèces acceptées.

## Liste d'espèces
Selon The Plant List (10 novembre 2018) :
- Calopogonium caeruleum (Benth.) Sauvalle
- Calopogonium domingense Urb. & Ekman
- Calopogonium flavidum Brandegee
- Calopogonium galactioides (Kunth) Hemsl.
- Calopogonium lanceolatum Brandegee
- Calopogonium mucunoides Desv.
- Calopogonium pumilum Urb.
- Calopogonium racemosum Micheli
- Calopogonium velutinum (Benth.) Amshoff